# Sumpmalimbe
Sumpmalimbe (Malimbus cassini) är en fågel i familjen vävare inom ordningen tättingar.

## Utbredning och systematik
Fågeln förekommer i låglänta områden från södra Ghana och södra Kamerun till Gabon och östra Kongo-Kinshasa. Den behandlas som monotypisk, det vill säga att den inte delas in i några underarter.

## Status
Arten har ett stort utbredningsområde och beståndet anses vara stabilt. Internationella naturvårdsunionen IUCN listar den därför som livskraftig (LC).

## Namn
Artens vetenskapliga namn hedrar den amerikanske ornitologen John Cassin (1813-1869). Tidigare kallades den cassinmalimbe även på svenska, men tilldelades 2024 ett mer informativt namn av BirdLife Sveriges taxonomikommitté.